# Norrvikens domsagas valkrets
Norrvikens domsagas valkrets var vid riksdagsvalen 1866–1908 till andra kammaren en egen valkrets med ett mandat. Valkretsen, som omfattade Norrvikens domsaga (det vill säga Kville, Tanums, Bullarens och Vette härader), avskaffades vid införandet av proportionellt valsystem i valet 1911 och uppgick då i Göteborgs och Bohus läns norra valkrets.

## Riksdagsmän
- Rudolf Theodor Busck (1867–1869)
- Lars Norin (1870–1872)
- Johan Magnus Wikström (1873–1875)
- Anders Lind, lmp (1876–första riksmötet 1887)
- Johan Petter Johnsson (andra riksmötet 1887)
- Anders Lind, nya lmp (1/1–8/5 1888)
- Carl Lind, nya lmp 1889–1894, lmp 1895 (1889–1895)
- Hans Holmlin, lmp (1896–1901)
- Carl Lind, lmp (1902–1908)
- Jacob Crafoord, lib s (1909–23/4 1910)
- Georg Engström, lmp (1911)

## Valresultat

### 1887 I
| Andrakammarvalet i Sverige 1887 I: Norrvikens domsagas valkrets | Andrakammarvalet i Sverige 1887 I: Norrvikens domsagas valkrets | Andrakammarvalet i Sverige 1887 I: Norrvikens domsagas valkrets | Andrakammarvalet i Sverige 1887 I: Norrvikens domsagas valkrets | Andrakammarvalet i Sverige 1887 I: Norrvikens domsagas valkrets |
| Kandidat                                                        | Kandidat                                                        | Röster                                                          | Röster                                                          | Röster                                                          |
| Kandidat                                                        | Kandidat                                                        | Antal                                                           | %                                                               | +− %                                                            |
| --------------------------------------------------------------- | --------------------------------------------------------------- | --------------------------------------------------------------- | --------------------------------------------------------------- | --------------------------------------------------------------- |
|                                                                 | Johan Petter Johnsson (frih.)                                   | 304                                                             | 50,8                                                            |                                                                 |
|                                                                 | Anders Lind (prot.)                                             | 267                                                             | 44,7                                                            |                                                                 |
|                                                                 | Övriga kandidater                                               | 27                                                              | 4,5                                                             |                                                                 |
| Antal giltiga röster                                            | Antal giltiga röster                                            | 598                                                             |                                                                 |                                                                 |
| Kasserade röster                                                | Kasserade röster                                                | 9                                                               |                                                                 |                                                                 |
| Totalt                                                          | Totalt                                                          | 607                                                             |                                                                 |                                                                 |

Valet ägde rum den 1 april 1887. Valdeltagandet var 33,2%.

### 1887 II
| Andrakammarvalet i Sverige 1887 II: Norrvikens domsagas valkrets | Andrakammarvalet i Sverige 1887 II: Norrvikens domsagas valkrets | Andrakammarvalet i Sverige 1887 II: Norrvikens domsagas valkrets | Andrakammarvalet i Sverige 1887 II: Norrvikens domsagas valkrets | Andrakammarvalet i Sverige 1887 II: Norrvikens domsagas valkrets |
| Kandidat                                                         | Kandidat                                                         | Röster                                                           | Röster                                                           | Röster                                                           |
| Kandidat                                                         | Kandidat                                                         | Antal                                                            | %                                                                | +− %                                                             |
| ---------------------------------------------------------------- | ---------------------------------------------------------------- | ---------------------------------------------------------------- | ---------------------------------------------------------------- | ---------------------------------------------------------------- |
|                                                                  | Anders Lind (NL)                                                 | 456                                                              | 67,4                                                             | ▲22,7                                                            |
|                                                                  | Johan Vilhelm Löfqvist (frih.)                                   | 218                                                              | 32,2                                                             |                                                                  |
|                                                                  | Övriga kandidater                                                | 3                                                                | 0,4                                                              |                                                                  |
| Antal giltiga röster                                             | Antal giltiga röster                                             | 677                                                              |                                                                  |                                                                  |
| Kasserade röster                                                 | Kasserade röster                                                 | 2                                                                |                                                                  |                                                                  |
| Totalt                                                           | Totalt                                                           | 679                                                              |                                                                  |                                                                  |

Valet ägde rum den 8 september 1887. Valdeltagandet var 34,4%.

### 1890
| Andrakammarvalet i Sverige 1890: Norrvikens domsagas valkrets | Andrakammarvalet i Sverige 1890: Norrvikens domsagas valkrets | Andrakammarvalet i Sverige 1890: Norrvikens domsagas valkrets | Andrakammarvalet i Sverige 1890: Norrvikens domsagas valkrets | Andrakammarvalet i Sverige 1890: Norrvikens domsagas valkrets |
| Kandidat                                                      | Kandidat                                                      | Röster                                                        | Röster                                                        | Röster                                                        |
| Kandidat                                                      | Kandidat                                                      | Antal                                                         | %                                                             | +− %                                                          |
| ------------------------------------------------------------- | ------------------------------------------------------------- | ------------------------------------------------------------- | ------------------------------------------------------------- | ------------------------------------------------------------- |
|                                                               | Carl Lind (NL)                                                | 232                                                           | 55,3                                                          |                                                               |
|                                                               | C.E. Klefberg (frih.)                                         | 182                                                           | 43,3                                                          |                                                               |
|                                                               | Övriga kandidater                                             | 6                                                             | 1,4                                                           |                                                               |
| Antal giltiga röster                                          | Antal giltiga röster                                          | 420                                                           |                                                               |                                                               |
| Kasserade röster                                              | Kasserade röster                                              | 28                                                            |                                                               |                                                               |
| Totalt                                                        | Totalt                                                        | 448                                                           |                                                               |                                                               |

Valet ägde rum den 18 augusti 1890. Valdeltagandet var 22,4%.

### 1893
| Andrakammarvalet i Sverige 1893: Norrvikens domsagas valkrets | Andrakammarvalet i Sverige 1893: Norrvikens domsagas valkrets | Andrakammarvalet i Sverige 1893: Norrvikens domsagas valkrets | Andrakammarvalet i Sverige 1893: Norrvikens domsagas valkrets | Andrakammarvalet i Sverige 1893: Norrvikens domsagas valkrets |
| Kandidat                                                      | Kandidat                                                      | Röster                                                        | Röster                                                        | Röster                                                        |
| Kandidat                                                      | Kandidat                                                      | Antal                                                         | %                                                             | +− %                                                          |
| ------------------------------------------------------------- | ------------------------------------------------------------- | ------------------------------------------------------------- | ------------------------------------------------------------- | ------------------------------------------------------------- |
|                                                               | Carl Lind (NL)                                                | 501                                                           | 51,8                                                          |                                                               |
|                                                               | Carl Hall (frih.)                                             | 453                                                           | 46,9                                                          |                                                               |
|                                                               | Övriga kandidater                                             | 13                                                            | 1,3                                                           |                                                               |
| Antal giltiga röster                                          | Antal giltiga röster                                          | 967                                                           |                                                               |                                                               |
| Kasserade röster                                              | Kasserade röster                                              | 5                                                             |                                                               |                                                               |
| Totalt                                                        | Totalt                                                        | 972                                                           |                                                               |                                                               |

Valet ägde rum den 14 september 1893. Valdeltagandet var 48,5%.

### 1896
| Andrakammarvalet i Sverige 1896: Norrvikens domsagas valkrets | Andrakammarvalet i Sverige 1896: Norrvikens domsagas valkrets | Andrakammarvalet i Sverige 1896: Norrvikens domsagas valkrets | Andrakammarvalet i Sverige 1896: Norrvikens domsagas valkrets | Andrakammarvalet i Sverige 1896: Norrvikens domsagas valkrets |
| Kandidat                                                      | Kandidat                                                      | Röster                                                        | Röster                                                        | Röster                                                        |
| Kandidat                                                      | Kandidat                                                      | Antal                                                         | %                                                             | +− %                                                          |
| ------------------------------------------------------------- | ------------------------------------------------------------- | ------------------------------------------------------------- | ------------------------------------------------------------- | ------------------------------------------------------------- |
|                                                               | Hans Holmlin (L, frih.)                                       | 438                                                           | 59,6                                                          |                                                               |
|                                                               | Carl Hall (FP)                                                | 246                                                           | 33,5                                                          | ▼13,4                                                         |
|                                                               | Ola Mattsson (prot.)                                          | 49                                                            | 6,6                                                           |                                                               |
|                                                               | Övriga kandidater                                             | 2                                                             | 0,3                                                           |                                                               |
| Antal giltiga röster                                          | Antal giltiga röster                                          | 735                                                           |                                                               |                                                               |
| Kasserade röster                                              | Kasserade röster                                              | 3                                                             |                                                               |                                                               |
| Totalt                                                        | Totalt                                                        | 738                                                           |                                                               |                                                               |

Valet ägde rum den 23 augusti 1896. Valdeltagandet var 34,3%.

### 1899
| Andrakammarvalet i Sverige 1899: Norrvikens domsagas valkrets | Andrakammarvalet i Sverige 1899: Norrvikens domsagas valkrets | Andrakammarvalet i Sverige 1899: Norrvikens domsagas valkrets | Andrakammarvalet i Sverige 1899: Norrvikens domsagas valkrets | Andrakammarvalet i Sverige 1899: Norrvikens domsagas valkrets |
| Kandidat                                                      | Kandidat                                                      | Röster                                                        | Röster                                                        | Röster                                                        |
| Kandidat                                                      | Kandidat                                                      | Antal                                                         | %                                                             | +− %                                                          |
| ------------------------------------------------------------- | ------------------------------------------------------------- | ------------------------------------------------------------- | ------------------------------------------------------------- | ------------------------------------------------------------- |
|                                                               | Hans Holmlin                                                  | 351                                                           | 48,8                                                          | ▼10,8                                                         |
|                                                               | Oskar Nordblom (liberal)                                      | 279                                                           | 38,7                                                          |                                                               |
|                                                               | Johannes Nilsson (fris.)                                      | 72                                                            | 10,0                                                          |                                                               |
|                                                               | Övriga kandidater                                             | 18                                                            | 2,5                                                           |                                                               |
| Antal giltiga röster                                          | Antal giltiga röster                                          | 720                                                           |                                                               |                                                               |
| Kasserade röster                                              | Kasserade röster                                              | 2                                                             |                                                               |                                                               |
| Totalt                                                        | Totalt                                                        | 722                                                           |                                                               |                                                               |

Valet ägde rum den 3 september 1899. Valdeltagandet var 34,0%.

### 1902
| Andrakammarvalet i Sverige 1902: Norrvikens domsagas valkrets | Andrakammarvalet i Sverige 1902: Norrvikens domsagas valkrets | Andrakammarvalet i Sverige 1902: Norrvikens domsagas valkrets | Andrakammarvalet i Sverige 1902: Norrvikens domsagas valkrets | Andrakammarvalet i Sverige 1902: Norrvikens domsagas valkrets |
| Kandidat                                                      | Kandidat                                                      | Röster                                                        | Röster                                                        | Röster                                                        |
| Kandidat                                                      | Kandidat                                                      | Antal                                                         | %                                                             | +− %                                                          |
| ------------------------------------------------------------- | ------------------------------------------------------------- | ------------------------------------------------------------- | ------------------------------------------------------------- | ------------------------------------------------------------- |
|                                                               | Carl Lind                                                     | 423                                                           | 67,4                                                          |                                                               |
|                                                               | Carl Alexandersson (liberal)                                  | 195                                                           | 31,0                                                          |                                                               |
|                                                               | Övriga kandidater                                             | 10                                                            | 1,6                                                           |                                                               |
| Antal giltiga röster                                          | Antal giltiga röster                                          | 628                                                           |                                                               |                                                               |
| Kasserade röster                                              | Kasserade röster                                              | 5                                                             |                                                               |                                                               |
| Totalt                                                        | Totalt                                                        | 633                                                           |                                                               |                                                               |

Valet ägde rum den 14 september 1902. Valdeltagandet var 28,6%.

### 1905
| Andrakammarvalet i Sverige 1905: Norrvikens domsagas valkrets | Andrakammarvalet i Sverige 1905: Norrvikens domsagas valkrets | Andrakammarvalet i Sverige 1905: Norrvikens domsagas valkrets | Andrakammarvalet i Sverige 1905: Norrvikens domsagas valkrets | Andrakammarvalet i Sverige 1905: Norrvikens domsagas valkrets |
| Kandidat                                                      | Kandidat                                                      | Röster                                                        | Röster                                                        | Röster                                                        |
| Kandidat                                                      | Kandidat                                                      | Antal                                                         | %                                                             | +− %                                                          |
| ------------------------------------------------------------- | ------------------------------------------------------------- | ------------------------------------------------------------- | ------------------------------------------------------------- | ------------------------------------------------------------- |
|                                                               | Carl Lind                                                     | 413                                                           | 62,7                                                          | ▼4,7                                                          |
|                                                               | Oskar Nordblom (liberal)                                      | 243                                                           | 36,9                                                          |                                                               |
|                                                               | Övriga kandidater                                             | 3                                                             | 0,4                                                           |                                                               |
| Antal giltiga röster                                          | Antal giltiga röster                                          | 659                                                           |                                                               |                                                               |
| Kasserade röster                                              | Kasserade röster                                              | 1                                                             |                                                               |                                                               |
| Totalt                                                        | Totalt                                                        | 660                                                           |                                                               |                                                               |

Valet ägde rum den 10 september 1905. Valdeltagandet var 28,6%.

### 1908
| Andrakammarvalet i Sverige 1908: Norrvikens domsagas valkrets | Andrakammarvalet i Sverige 1908: Norrvikens domsagas valkrets | Andrakammarvalet i Sverige 1908: Norrvikens domsagas valkrets | Andrakammarvalet i Sverige 1908: Norrvikens domsagas valkrets | Andrakammarvalet i Sverige 1908: Norrvikens domsagas valkrets |
| Kandidat                                                      | Kandidat                                                      | Röster                                                        | Röster                                                        | Röster                                                        |
| Kandidat                                                      | Kandidat                                                      | Antal                                                         | %                                                             | +− %                                                          |
| ------------------------------------------------------------- | ------------------------------------------------------------- | ------------------------------------------------------------- | ------------------------------------------------------------- | ------------------------------------------------------------- |
|                                                               | Jacob Crafoord                                                | 829                                                           | 61,8                                                          |                                                               |
|                                                               | Carl Lind (LMP)                                               | 510                                                           | 38,0                                                          | ▼24,7                                                         |
|                                                               | Övriga kandidater                                             | 2                                                             | 0,2                                                           |                                                               |
| Antal giltiga röster                                          | Antal giltiga röster                                          | 1 341                                                         |                                                               |                                                               |
| Kasserade röster                                              | Kasserade röster                                              | 3                                                             |                                                               |                                                               |
| Totalt                                                        | Totalt                                                        | 1 344                                                         |                                                               |                                                               |

Valet ägde rum den 6 september 1908. Valdeltagandet var 54,5%.